# Марк Дюпласс
Марк Девід Дюпласс (англ. Mark David Duplass; нар. 7 грудня 1976) — американський режисер, актор, письменник і музикант. Разом зі своїм братом Джеєм Дюплассом у 1996 році він заснував кінокомпанію Duplass Brothers Productions, для якої вони написали та зняли фільми «Пухлий стілець» (2005), «Пакетоголовий» (2008), «Сайрус» (2010), «Джефф, який живе вдома» (2011). і «Двадцати-п'яти-борство» (2012).
Дюпласс був співавтором і співпродюсером телесеріалу-антології «Кімната 104» (2017—2020), а також був співавтором сценарію та зіграв головну роль у фільмі жахів «Крип» (2014) і його продовженні 2017 року. Інші його акторські роботи включають «Гампдей» (2009), «Ліга» (2009—2015), «Ґрінберґ» (2010), «Проєкт „Мінді“» (2012—2014), «Безпека не гарантується» (2012), «Теммі» (2014), «Кохані» (2014), «Ефект Лазаря» (2015), «Єднання» (2015—2016), «Блакитна сойка» (2016), «Таллі» (2018), «Голіаф» (2018—2019), «Паддлтон» (2019), «Сенсація» (2019) та «Уроки іспанської» (2021).
За роль Чіпа (Чарлі) Блека в «Ранковому шоу» (з 2019) Дюпласс був номінований на премію «Еммі» за найкращу чоловічу роль другого плану в драматичному серіалі. Він також був вокалістом інді-рок-гурту «Volcano, I'm Still Excited!!».

## Раннє життя
Дюпласс народився 7 грудня 1976 року в Новому Орлеані, штат Луїзіана, у родині Синтії (уродженої Ернст) і Лоуренса Дюпласса. Він виховувався як католик і відвідував Єзуїтську середню школу Нового Орлеана, Техаський університет в Остіні та Сіті-Коледж Нью-Йорка. Серед предків Дюпласса — французи-кажуни, італійці, євреї-ашкеназі та німці.

## Інші заняття
Дюпласс був вокалістом інді-рок-гурту «Volcano, I'm Still Excited!!». Також у 2018 році він разом з Джеєм Дюплассом написав автобіографічну книгу «Like Brothers».

## Особисте життя
Дюпласс одружений зі своєю колегою по фільмах «Ліга» та «Пухлий стілець» Кеті Аселтон. У них є дві дочки, Ора (нар. 2007) і Моллі (нар. 2012).

## Фільмографія

### Фільми
| Рік  | Назва українською      | Оригінальна назва       | Режисер    | Сценарист | Продюсер   |
| ---- | ---------------------- | ----------------------- | ---------- | --------- | ---------- |
| 2005 | М'яке крісло           | The Puffy Chair         | не вказано | Так       | Так        |
| 2008 | Бовдур                 | Baghead                 | Так        | Так       | Так        |
| 2010 | Сайрус                 | Cyrus                   | Так        | Так       | Ні         |
| 2011 | Джефф, який живе вдома | Jeff, Who Lives at Home | Так        | Так       | Ні         |
| 2012 | Двадцятип’ятиборство   | The Do-Deca-Pentathlon  | Так        | Так       | Так        |
| 2012 | Острів смерті          | Black Rock              | Ні         | Так       | виконавчий |
| 2014 | Виродок                | Creep                   | Ні         | Так       | Так        |
| 2016 | Блакитна Сойка         | Blue Jay                | Ні         | Так       | Ні         |
| 2017 | Столик № 19            | Table 19                | Ні         | Так       | Ні         |
| 2017 | Виродок 2              | Creep 2                 | Ні         | Так       | Ні         |
| 2018 |                        | Unlovable               | Ні         | Так       | виконавчий |
| 2019 | Паддлтон               | Paddleton               | Ні         | Так       | виконавчий |
| 2021 | Уроки іспанської       | Language Lessons        | Ні         | Так       | виконавчий |
| 2022 | Біосфера               | Biosphere               | Ні         | Так       | виконавчий |

### Телебачення
| Рік        | Назва українською | Оригінальна назва | Режисер | Виконавчий продюсер | Сценарист | Творець | Примітки                        |
| ---------- | ----------------- | ----------------- | ------- | ------------------- | --------- | ------- | ------------------------------- |
| 2014       |                   | Wedlock           | Ні      | Так                 | Ні        | Ні      |                                 |
| 2015― 2016 | Разом             | Togetherness      | Так     | Так                 | Так       | Так     | написав 16 серій, зняв 15 серій |
| 2016― 2018 | Звірі             | Animals           | Ні      | Так                 | Ні        | Ні      |                                 |
| 2017― 2020 | Кімната 104       | Room 104          | Так     | Так                 | Так       | Так     | написав 27 серій, зняв 3 серії  |
| 2018       |                   | Co-Ed             | Ні      | Так                 | Ні        | Ні      |                                 |
| 2019       |                   | Shook             | Ні      | Так                 | Ні        | Ні      |                                 |
| 2021       | Кінопереворот     | Cinema Toast      | Ні      | Так                 | Ні        | Ні      |                                 |
| 2024       | Пенелопа          | Penelope          | Ні      | Так                 | Так       | Так     | 8 серій                         |
| 2024       | Ублюдські хроніки | The Creep Tapes   | Ні      | Так                 | Так       | Так     |                                 |

### Акторська діяльність

#### Фільми
| Рік  | Назва українською          | Оригінальна назва       | Роль                    |
| ---- | -------------------------- | ----------------------- | ----------------------- |
| 2002 |                            | The New Brad            | Бред                    |
| 2003 | Найкраще життя             | Brighter Days           | Джонатан                |
| 2004 |                            | Scrapple                | Тодд                    |
| 2005 | М'яке крісло               | The Puffy Chair         | Джош                    |
| 2005 |                            | The Intervention        | Марк                    |
| 2007 | Ханна бере висоту          | Hannah Takes the Stairs | Майк                    |
| 2009 |                            | Other People's Parties  | Даг Ріно                |
| 2009 | Справжні юнаки             | True Adolescents        | Сем                     |
| 2009 | І сміх, і гріх             | Humpday                 | Бен                     |
| 2010 | Ґрінберґ                   | Greenberg               | Ерік Беллер             |
| 2010 |                            | Mars                    | Чарлі Браунсвіль        |
| 2011 | Сестра твоєї сестри        | Your Sister's Sister    | Джек                    |
| 2012 | Безпека не гарантується    | Safety Not Guaranteed   | Кеннет Келловей         |
| 2012 | Найближчий друг            | Darling Companion       | Браян Александер        |
| 2012 | Люди як ми                 | People Like Us          | Тед                     |
| 2012 | Тридцять хвилин по півночі | Zero Dark Thirty        | Стів                    |
| 2013 | Паркленд                   | Parkland                | Кеннет О'Доннелл        |
| 2014 | Теммі                      | Tammy                   | Боббі                   |
| 2014 |                            | Convention              | Пол                     |
| 2014 | Виродок                    | Creep                   | Джозеф                  |
| 2014 | Кого я кохаю               | The One I Love          | Ітан                    |
| 2014 | Таємниця Мерсі             | Mercy                   | дядько Ланнінг          |
| 2015 | Ефект Лазаря               | The Lazarus Effect      | Френк Волтон            |
| 2016 | Блакитна Сойка             | Blue Jay                | Джим Гендерсон          |
| 2017 | Виродок 2                  | Creep 2                 | Аарон                   |
| 2018 | Таллі                      | Tully                   | Крейг                   |
| 2018 | Качине масло               | Duck Butter             | Марк                    |
| 2018 | З любов'ю, Соня            | Love Sonia              | чоловік в Лос-Анджелесі |
| 2019 | Паддлтон                   | Paddleton               | Майкл Томпсон           |
| 2019 | Сенсація                   | Bombshell               | Дуглас Брант            |
| 2021 | Уроки іспанської           | Language Lessons        | Адам                    |
| 2021 | 7 днів                     | 7 Days                  | тато (голос)            |
| 2022 | Біосфера                   | Biosphere               | Біллі                   |

#### Телебачення
| Рік            | Назва українською              | Оригінальна назва           | Роль                  | Примітки                                              |
| -------------- | ------------------------------ | --------------------------- | --------------------- | ----------------------------------------------------- |
| 2009― 2015     | Ліга                           | The League                  | Піт Екхарт            | 84 серії                                              |
| 2012― 2017     | Проєкт «Мінді»                 | The Mindy Project           | Брендан Деслорьє      | 22 серії                                              |
| 2013           | Марон                          | Maron                       | сам себе              | Серія: «Справжня жінка»                               |
| 2015― 2016     | Разом                          | Togetherness                | Бретт Пірсон          | 16 серій                                              |
| 2015           | Піф-паф комедія                | Comedy Bang! Bang!          | сам себе              | Серія: «Марк Дюпласс носить смугастий светр і джинси» |
| 2016― 2017     | Звірі                          | Animals                     | різні голоси          | 3 серії                                               |
| 2017           | Товариш детектив               | Comrade Detective           | Тодд                  | озвучення, серія: «Два фільми за одним квитком»       |
| 2017           | Полювання на Унабомбера        | Manhunt: Unabomber          | Девид Качинський      | 5 серій                                               |
| 2017― 2022     | Великий рот                    | Big Mouth                   | Вал Більзерян / Клерк | озвучення, 11 серій                                   |
| 2018― 2019     | Голіаф                         | Goliath                     | Том Ваятт             | 9 серій                                               |
| 2019― теп. час | Ранкове шоу                    | The Morning Show            | Чарлі «Чіп» Блек      | 20 серій                                              |
| 2020           | Коли загоряються вуличні вогні | When the Streetlights Go On | містер Карпентер      | 4 серії                                               |
| 2020           | Кімната 104                    | Room 104                    | Ґрем Гаскер           | Серія: «Вбивця»                                       |
| 2021           | Дзвінки                        | Calls                       | Патрік                | озвучення, серія: «Педро через дорогу»                |
| 2022           | Брецель та цуценята            | Pretzel and the Puppies     | Брецель               | озвучення, 18 серій                                   |
| 2023           |                                | Celebrity Jeopardy!         | сам себе              |                                                       |
| 2025           | Зразкова американська сім'я    | Good American Family        | Майкл Барнетт         |                                                       |

## Нагороди та номінації
| Рік  | Нагорода                      | Категорія                                                                | Номінація        | Результат |
| ---- | ----------------------------- | ------------------------------------------------------------------------ | ---------------- | --------- |
| 2018 | Прайм-тайм премія «Еммі»      | Найкращий документальний або нон-фікшн серіал                            | Дика-дика країна | Перемога  |
| 2019 | Премія Гільдії продюсерів США | Найкращий продюсер нон-фікшн в телебаченні                               | Дика-дика країна | Номінація |
| 2019 | Супутник                      | Найкращий актор другого плану в телесеріалі                              | Голіаф           | Номінація |
| 2020 | Прайм-тайм премія «Еммі»      | Найкращий актор другого плану в драматичному телесеріалі                 | Ранкове шоу      | Номінація |
| 2022 | Золотий глобус                | Найкраща чоловіча роль другого плану серіалу, мінісеріалу або телефільму | Ранкове шоу      | Номінація |
| 2022 | Премія Гільдії кіноакторів    | Найкращий акторський склад у драматичному серіалі                        | Ранкове шоу      | Номінація |
| 2022 | Премія Пібоді                 | Розважальні програми                                                     | Хтось десь       | Номінація |
| 2024 | Премія Гільдії кіноакторів    | Найкращий акторський склад у драматичному серіалі                        | Ранкове шоу      | Номінація |
| 2024 | Прайм-тайм премія «Еммі»      | Найкращий актор другого плану в драматичному телесеріалі                 | Ранкове шоу      | Номінація |